# Taubenhaus Château du Lieu-Dieu

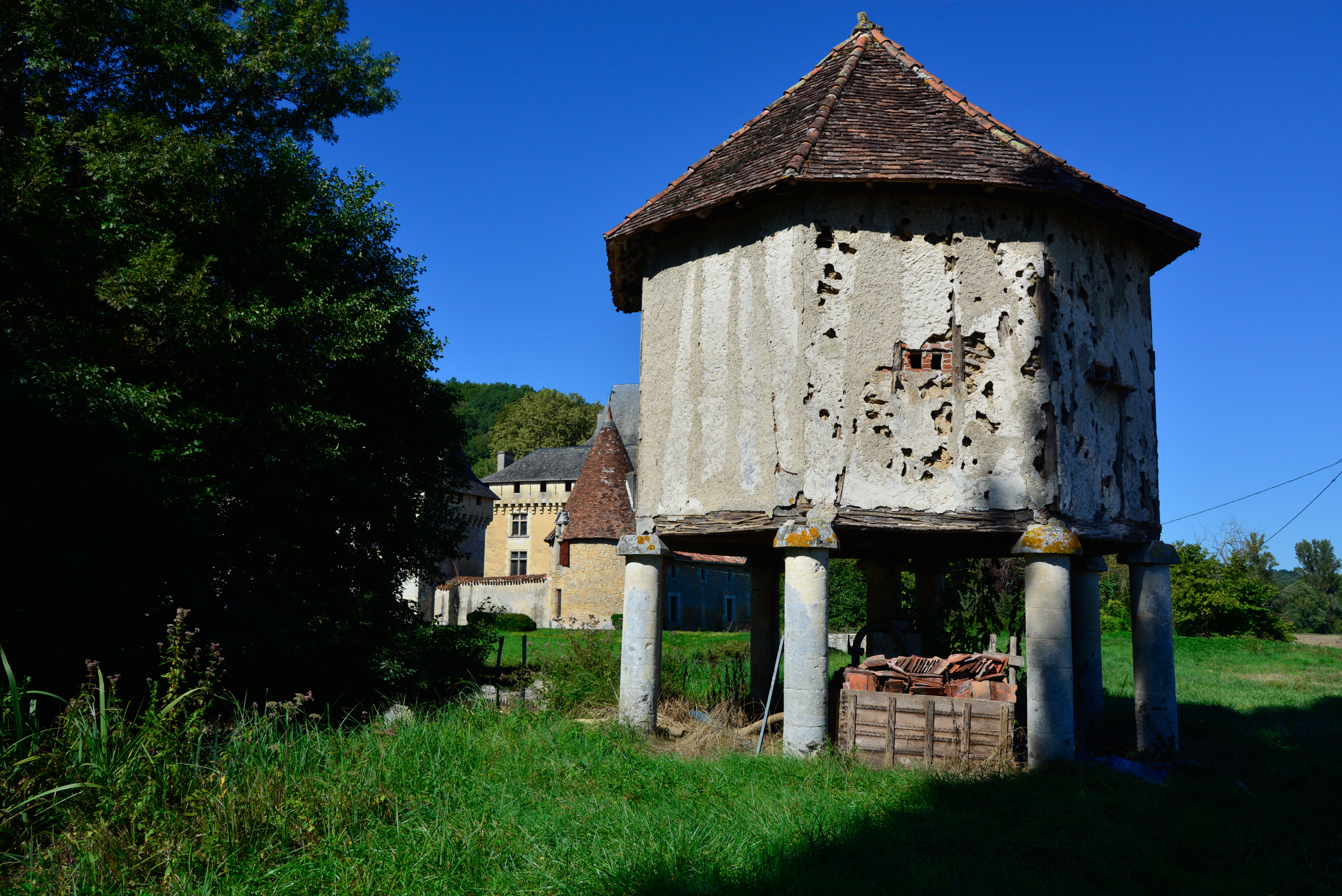
Taubenhaus am Fluss Manoire beim Château du Lieu-Dieu

Der Taubenhaus (französisch colombier oder pigeonnier) des Château du Lieu-Dieu in Boulazac, einem Ortsteil der französischen Gemeinde Boulazac Isle Manoire im Département Dordogne in der Region Nouvelle-Aquitaine, wurde im 17. Jahrhundert errichtet. Der Taubenturm steht seit 1959 als Teil des Château du Lieu-Dieu als Monument historique auf der Liste der Baudenkmäler in Frankreich.
Das achteckige Taubenhaus in Fachwerkbauweise steht auf acht steinernen Säulen mit einfachen Kämpfern und wird von einem Zeltdach abgeschlossen.